# Michael František z Althannu
Michael Václav II. František nebo též Michael Václav mladší z Althannu (německy Michael Wenzel II. von Althann, 29. června 1668 – 25. července 1738, Vídeň) byl slezsko-rakouský šlechtic z rodu Althannů. Vlastnil rozsáhlé statky ve východních Čechách a sousedním Kladsku (Králíky, Mezilesí). Jeho potomstvo označované jako tzv. slezská větev Althannů vymřelo v roce 1810, zmíněný majetek pak přešel dědictvím na moravskou větev, jíž pak patřil do roku 1945.

## Život
Narodil se roku 1668 jako nejstarší syn císařského diplomata a politika Michaela Václava z Althannu a jeho manželky Anny Marie Alžběty z Aspremont-Lyndenu (1646–1723). Po smrti svého otce v roce 1686 zdědil rodové tituly: hrabě z Althannu a svobodný pán na Goldpurg zu Murstetten. Tyto tituly byly spojeny s alodiálními statky na hradě Šnalenštejn a majorátem v Mezilesí.
Byl jedním z blízkých spolupracovníků císaře Karla VI., který jej roku 1718 jmenoval tajným radou a poté roku 1722 ministerským radou pro finanční záležitosti. Poté, co jeho mladší bratr kardinál Michaela Bedřich v roce 1734 zemřel, zdědil jeho statky, které pak pojil v rozsáhlé panství.
Michael František z Althannu byl třikrát ženatý. Z prvního manželství uzavřeného v roce 1690 s hraběnkou Marií Josefou Paarovou († 1707). Po její smrti se v roce 1709 oženil s Julianou Terezií Drugethovou († 1726) a naposledy, tři roky po smrti Juliany s Marií Aloisií z Ditrichštejna († 1783). Ze všech těchto manželství zanechal syny:
- Michael Emanuel (1691–1749)
- Michael Filip Josef (1698–1734)
- Michael Kajetán (1707–1733)
- Michael Josef (1730–1754)
- Michael František Xavier (1732)

Michael Václav František z Althannu zemřel ve Vídni roku 1738 a ve své poslední vůli odkázal alodiální statky na zámku Šnalenštejn (Szczerba) své třetí manželce Marii Aloisii z Ditrichštejna a zbytek majetku spolu s majorátem, svému nejstaršímu synovi Michaelu Emanuelovi.